# Rainbow Warrior (Vlak)
Rainbow Warrior is een compositie voor harmonieorkest of fanfareorkest van de Nederlandse componist Kees Vlak.
De Rainbow Warrior  was het Nederlandse vlaggenschip van de milieu-organisatie Greenpeace, die het in 1977 gekocht heeft. Greenpeace zette het in om te protesteren tegen walvisvaart, zeehondenjacht en kernproeven in de Grote Oceaan. Het initiatief van Greenpeace voor de beveiliging van de walvissen en zeehonden, maar ook van de bewaring van het milieu en de natuurlijke levensomstandigheden van mens en dier, beschrijft de componist Kees Vlak muzikaal in zijn symfonisch gedicht Rainbow Warrior.
Het werk is op cd opgenomen door de Johan Willem Friso Kapel onder leiding van Alex Schillings.